# Bowery Electric
Bowery Electric é uma banda estadunidense formada na cidade de Nova Iorque em 1994 por Lawrence Chandler e Martha Schwendener.

## Discografia

### Álbuns de estúdio
- 1995: Bowery Electric
- 1996: Beat
- 1997: Vertigo
- 2000: Lushlife

### EPs
- 1994: Drop

### Singles
- 1997: Without Stopping / Fear of Flying / Beat
- 1997: Coming Down / Empty Words / Black Light
- 1997: Blow Up / Electrosleep
- 2000: Floating World / Lushlife
- 2000: Freedom Fighter / Soul City

### Compilações
- 1996: Monsters, Robots and Bug Men
- 1996: The New Atlantis
- 1997: Deepwater Black
- 1998: After the Flood 2
- 1998: A Tribute To Spacemen 3
- 1998: kompilation
- 1998: Hekla's Selection
- 2000: Dark City Nights
- 2000: Chillout Basscapes 2
- 2000: Musikexpress 40
- 2001: Im:pulse Chill & Lounge Grooves
- 2002: Brain In The Wire